# Jack Robinson (surf)
Pour les articles homonymes, voir Robinson.
Jack Robinson est un surfeur australien né le 27 décembre 1997 à Margaret River, en Australie-Occidentale. Participant à la World Surf League à compter de 2021, il en a remporté sept étapes : une la première année, deux en 2022, deux autres en 2023 et deux dernières en 2024. Il est médaille  d'argent de l'épreuve masculine des Jeux olympiques d'été de 2024, organisée à Tahiti.